# 望埠腐竹
望埠腐竹是广东英德望埠镇的一種传统加工工艺，其历史悠久，利用精选的黄豆再透過石磨及柴灶﹐使用山泉水經人手製成，无加任何添加剂，因其加工方法特别，而盛名天下‧